# National University of Laos
NUOL är numera Laos enda universitet och är beläget i huvudstaden Vientiane. Beslutet om att inrätta ett universitet togs 1995 och de första studierna påbörjades 1 oktober 1996.

## Historia
Universitet grundades 1996 efter att man fört samman tre separata institutioner som ansågs kvalitativa nog att representera ett universitet, de tre var Pedagogical Institute of Vientiane, National Polytechnic Institute och University of Health Sciences (som dock inte var ett universitet, sitt namn till trots). Regeringen i Laos slog fast i juni 1995 att de skulle sammanföras till NUOL.

## Fakulteter
- Faculty of Education
- Faculty of Social Sciences
- Faculty of Sciences
- Faculty of Economics and Business Administration
- Faculty of Forestry
- Faculty of Agriculture
- Faculty of Law and Political Science
- Faculty of Medical Sciences
- Faculty of Engineering
- Faculty of Architecture
- School of Foundation Studies